# Anders Magnusson i Salsta
Anders Magnusson, i riksdagen kallad Magnusson i Salsta, född 28 maj 1842 i Bjärby socken i Skaraborgs län, död 4 april 1927 i Sals församling, var en svensk hemmansägare (i Salstad) och politiker. Han var son till lantbrukaren Magnus Svensson.
Magnusson var ledamot av riksdagens andra kammare 1894–1896 och 1900–1911 (invald i Åse, Viste, Barne och Laske domsagas valkrets) och därtill ledamot av jordbruksutskottet från 1910.